# مسیحی (فیلم ۱۹۱۱)
«مسیحی» (انگلیسی: The Christian (1911 film)) یک فیلم به کارگردانی روی ردگریو است که در سال ۱۵۲۹ منتشر شد. از بازیگران آن می‌توان به روی ردگریو اشاره کرد.